# Trinchesia
Trinchesia is een geslacht van weekdieren uit de klasse van de Gastropoda (slakken).

## Soorten
- Trinchesia acinosa (Risbec, 1928)
- Trinchesia albocrusta (MacFarland, 1966)
- Trinchesia albopunctata Schmekel, 1968
- Trinchesia alpha (Baba & Hamatani, 1963)
- Trinchesia anulata (Baba, 1949)
- Trinchesia beta (Baba & Abe, 1964)
- Trinchesia boma Edmunds, 1970
- Trinchesia caerulea (Montagu, 1804)
- Trinchesia catachroma (Burn, 1963)
- Trinchesia colmani (Burn, 1961)
- Trinchesia cuanensis Korshunova, Picton, Furfaro, Mariottini, Pontes, Prkić, Fletcher, Malmberg, Lundin & Martynov, 2019
- Trinchesia diljuvia Korshunova, Picton, Furfaro, Mariottini, Pontes, Prkić, Fletcher, Malmberg, Lundin & Martynov, 2019
- Trinchesia divanica Martynov, 2002
- Trinchesia diversicolor Baba, 1975
- Trinchesia foliata (Forbes & Goodsir, 1839) = Gestreepte knotsslak
- Trinchesia genovae (O'Donoghue, 1926)
- Trinchesia granosa Schmekel, 1966
- Trinchesia hiranorum Martynov, Sanamyan & Korshunova, 2015
- Trinchesia ilonae Schmekel, 1968
- Trinchesia kanga Edmunds, 1970
- Trinchesia kuiteri (Rudman, 1981)
- Trinchesia lenkae Martynov, 2002
- Trinchesia macquariensis Burn, 1973
- Trinchesia midori Martynov, Sanamyan & Korshunova, 2015
- Trinchesia miniostriata Schmekel, 1968
- Trinchesia momella Edmunds, 1970
- Trinchesia morrowae Korshunova, Picton, Furfaro, Mariottini, Pontes, Prkić, Fletcher, Malmberg, Lundin & Martynov, 2019
- Trinchesia ocellata Schmekel, 1966
- Trinchesia ornata (Baba, 1937)
- Trinchesia pupillae (Baba, 1961)
- Trinchesia reflexa (M. C. Miller, 1977)
- Trinchesia rubrata Edmunds, 1970
- Trinchesia scintillans (M. C. Miller, 1977)
- Trinchesia sibogae (Bergh, 1905)
- Trinchesia sororum Burn, 1964
- Trinchesia speciosa (Macnae, 1954)
- Trinchesia taita Edmunds, 1970
- Trinchesia thelmae (Burn, 1964)
- Trinchesia virens (MacFarland, 1966)
- Trinchesia viridiana (Burn, 1962)
- Trinchesia yamasui (Hamatani, 1993)
- Trinchesia zelandica (Odhner, 1924)

Niet geaccepteerde soorten:
- Trinchesia kuiterorum (Rudman, 1981) → Trinchesia kuiteri (Rudman, 1981)
- Trinchesia pustulata (Alder & Hancock, 1854) → Zelentia pustulata (Alder & Hancock, 1854)
- Trinchesia viridis (Forbes, 1840) → Diaphoreolis viridis (Forbes, 1840)